# Luxor
Luxor (arabsky: أَلْأُقْصُر) je egyptské město, které se nachází v Horním Egyptě, 777 km jižně od Káhiry. V hlavním městě guvernorátu Luxor žilo v roce 2010 477 777 obyvatel. Luxor se nachází na místě starověkého Vesetu (v řečtině Théby) a je často označován jako „největší muzeum světa pod otevřeným nebem“, neboť se zde nacházejí staroegyptské chrámové komplexy Karnak a Luxor. Na západním břehu řeky Nil se nachází thébská nekropole, jejíž součástí jsou další chrámy, monumenty a hrobky. Tisíce zahraničních turistů, kteří ročně přijíždějí do města obdivovat starověké památky, přispívají velkou měrou ekonomice současného města.

## Historie

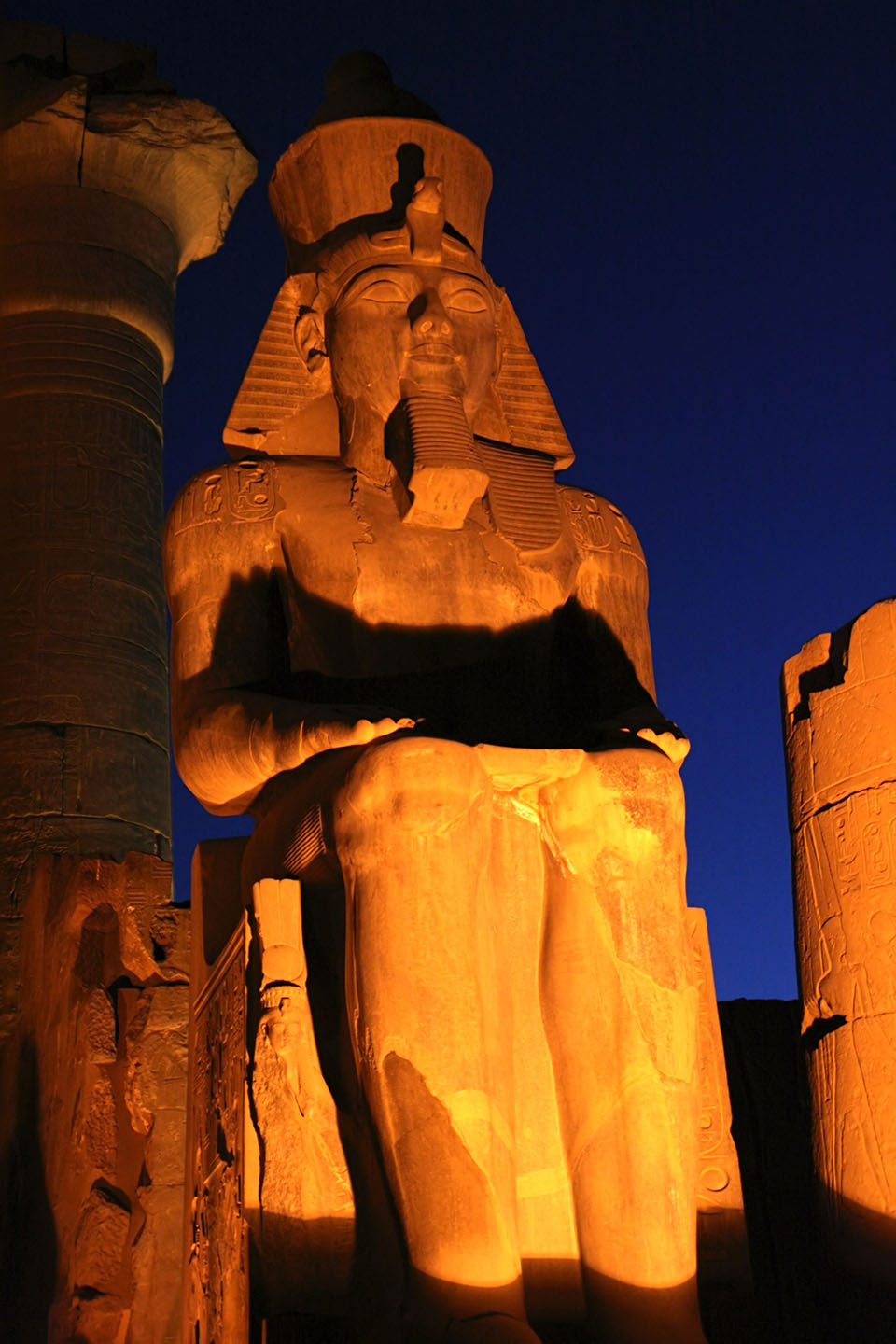
Socha Ramesse II. v Luxorském chrámu

Současný Luxor byl starověkými Egypťany nazýván Vaset (Veset) nebo také „Ta Ipet“, což znamená „Svatyně“. Byl hlavním městem Egypta v období Nové říše a slavným městem boha Amon-Rea. Ve starověkém Řecku byl znám jako Théby. Město bylo rovněž známo jako „město sta bran“ či „jižní Heliopolis“. Samotné město Heliopolis se nacházelo na severu země a bylo zasvěcené slunečnímu bohu Re. Dalším často používaným názvem byl „Niut“, což znamená jednoduše „Město“. Tento výraz byl používán pouze pro tři egyptská města, dalšími byla města Mennofer a Heliopolis. V souvislosti s Luxorem se užíval i název „Niut reset“ (Jižní město), neboť byl nejjižněji ze všech zmíněných. Současný název Luxor pochází z arabského názvu al-Uksur, což v překladu znamená „Hrady“.
Město získalo na své důležitosti na začátku 11. dynastie, kdy se z něj stávalo prosperující město proslulé svojí vysokou životní úrovní a luxusem. Rovněž se stalo centrem vědění, umění, náboženství a politické vlády. Za vlády Mentuhotepa II., který znovu sjednotil Egypt po období První přechodné doby, získala země opět stabilitu a s ní začal růst vlivu tohoto města. Výpravy faraonů Nové říše do říše Kuš, která se nacházela na území dnešního severního Súdánu, do Kanaánu, Fénicie a Sýrie přinášely Vesetu značné bohatství, čímž se stal jedním z nejbohatších měst tehdejšího známého světa. Veset rovněž hrál hlavní roli při vyhnání Hyksósů z Horního Egypta a v období od 18. do 20. dynastie získal moc politickou, náboženskou a vojenskou.
Město již ve starověku přitahovalo cizince z Babylonie, Mitannie, Kanaánu, Byblosu, Týrosu, Kréty či Anatolie. Politický a vojenský vliv města klesl během Pozdní doby, kdy se moc přesunula do měst v severním Egyptě - Naukratisu, Sau a nakonec Alexandrie.
Přesto zůstal Veset až do dob řecké nadvlády náboženským hlavním městem Egypta. Hlavním bohem byl Amon, který byl uctíván společně s jeho manželkou bohyní Mut a jejich synem Chonsem, bohem měsíce. S růstem Vesetu rostl i význam boha Amona, který začal být spojován se slunečním bohem Re, čímž vznikl nový „král bohů“ Amon-Re. Jeho chrám v Karnaku, který se nachází několik kilometrů severně od Luxoru, byl nejdůležitějším chrámem Egypta až do konce antiky.
V 7. století před naším letopočtem bylo město napadeno a zničeno asyrským králem Aššurbanipalem, který dosadil na trůn svého syna, libyjského prince Psammetika I. Město bylo v troskách a klesl tak i jeho význam. Přesto ho později během svátku opět navštívil Alexandr Veliký a zúčastnil se zdejších slavností v karnackém chrámu. Luxor zůstal duchovním místem i za nadvlády Římanů, kdy do města přicházeli křesťanští mniši, kteří zakládali kláštery mezi zdejšími starověkými monumenty včetně chrámu královny Hatšepsut, místa, které se dnes nazývá Dér el-Bahrí („Severní klášter“).

## Podnebí
| Luxor – podnebí                                                                      | Luxor – podnebí | Luxor – podnebí | Luxor – podnebí | Luxor – podnebí | Luxor – podnebí | Luxor – podnebí | Luxor – podnebí | Luxor – podnebí | Luxor – podnebí | Luxor – podnebí | Luxor – podnebí | Luxor – podnebí | Luxor – podnebí |
| Období                                                                               | leden           | únor            | březen          | duben           | květen          | červen          | červenec        | srpen           | září            | říjen           | listopad        | prosinec        | rok             |
| ------------------------------------------------------------------------------------ | --------------- | --------------- | --------------- | --------------- | --------------- | --------------- | --------------- | --------------- | --------------- | --------------- | --------------- | --------------- | --------------- |
| Průměrné denní maximum [°C]                                                          | 23,0            | 25,4            | 27,4            | 35,0            | 39,2            | 41,4            | 41,1            | 40,4            | 38,8            | 35,3            | 28,9            | 24,4            | 33,4            |
| Průměrné denní minimum [°C]                                                          | 5,4             | 7,1             | 10,4            | 16,0            | 20,2            | 22,6            | 23,6            | 23,2            | 21,3            | 17,3            | 11,6            | 7,1             | 15,5            |
| Průměrné srážky [mm]                                                                 | 0               | 0               | 0               | 0               | 0               | 0               | 0               | 0               | 0               | 1               | 0               | 0               | 1               |
| Zdroj: Luxor, Egypt: Climate, Global Warming, and Daylight Charts and Data 12.9.2012 |                 |                 |                 |                 |                 |                 |                 |                 |                 |                 |                 |                 |                 |

## Ekonomika

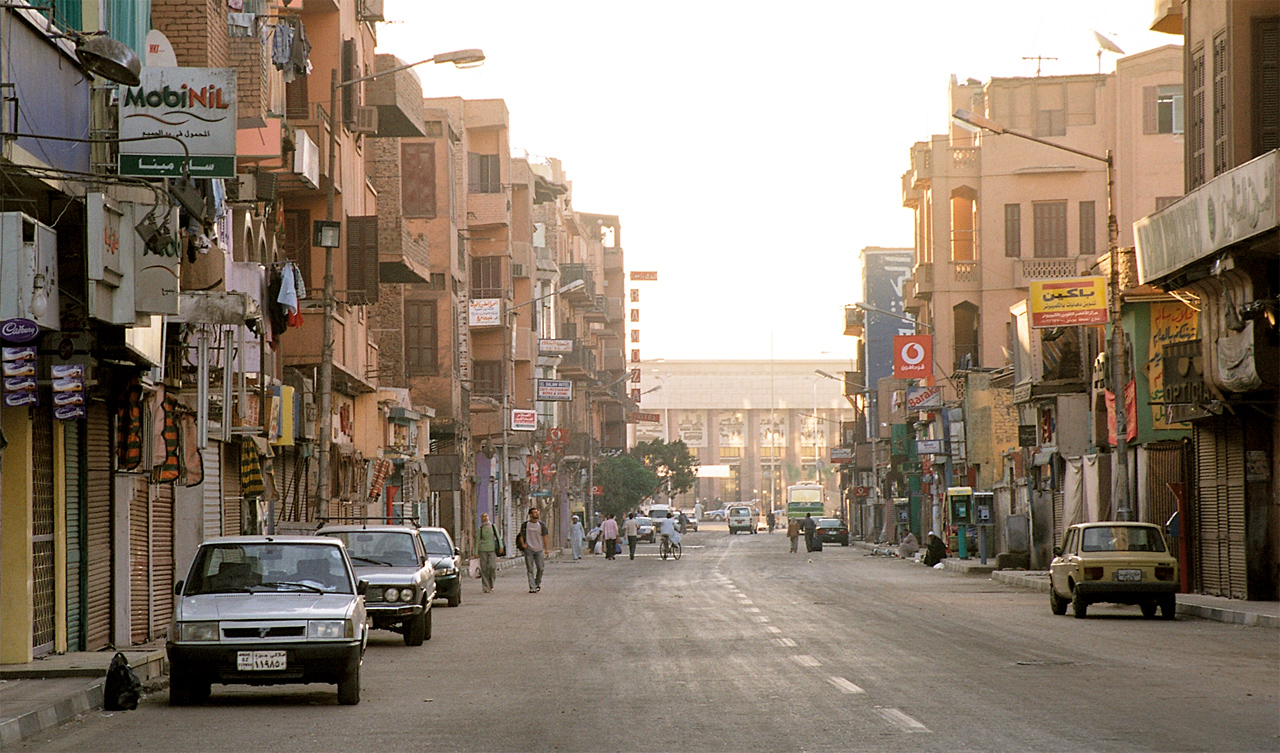
Luxorská ulice

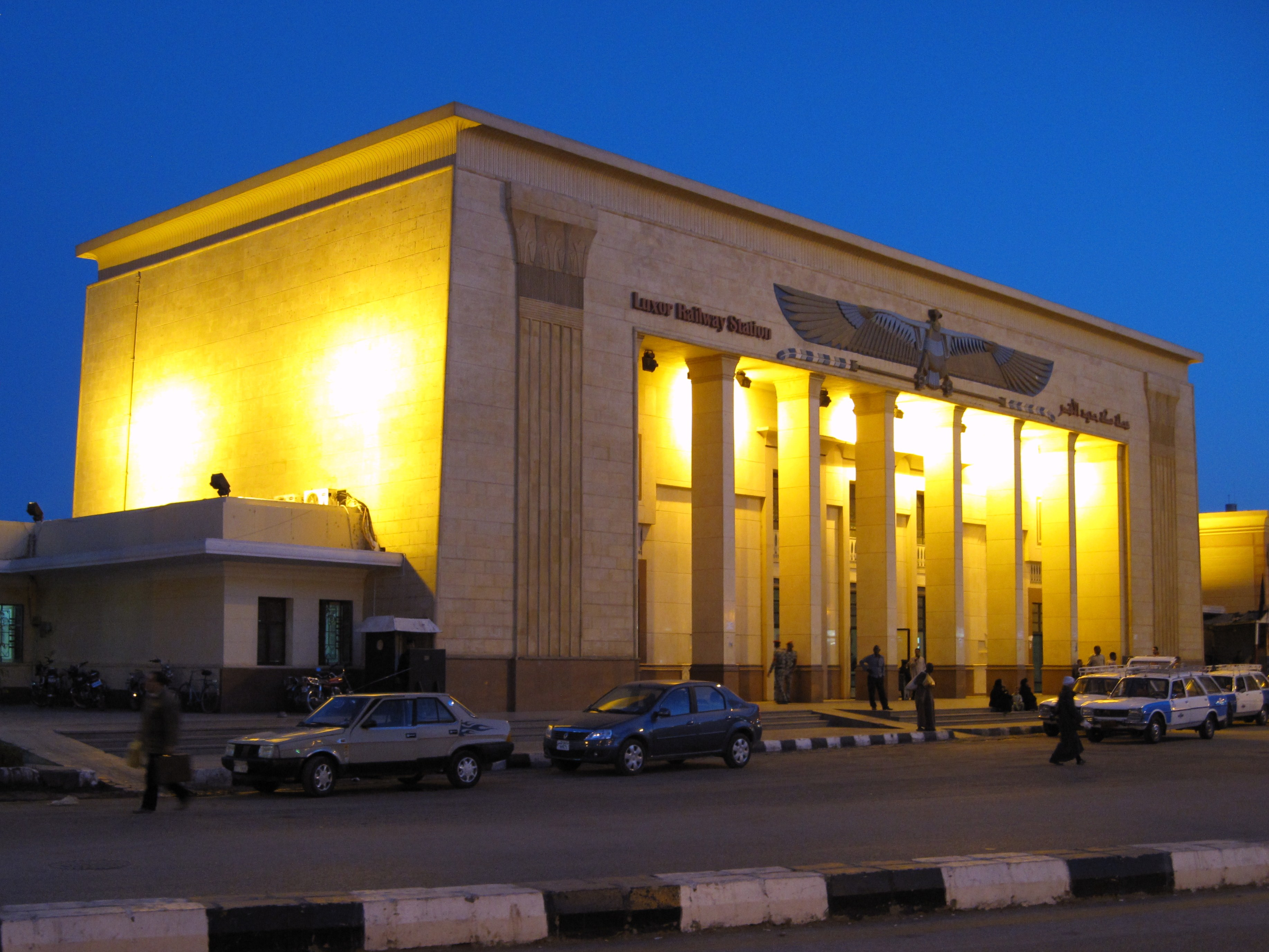
Železniční stanice v Luxoru

Luxorská ekonomika je stejně jako v mnoha dalších egyptských městech závislá na turismu. Velké množství obyvatel rovněž pracuje v zemědělství, přičemž je zde pěstována hlavně cukrová třtina. Místní ekonomika, závislá na turismu, dostala velkou ránu po Luxorském masakru v roce 1997, kdy bylo zavražděno 62 lidí (v drtivé většině se jednalo o turisty), což mělo za následek snížení zájmu turistů o toto město. Další úbytek návštěvníků přišel v roce 2011 po takzvaném arabském jaru. Místní obyvatelé se proto snaží pěstovat vlastní jídlo, aby snížili již tak velkou závislost na turistickém ruchu. Součástí většiny domácností je tak produkce vlastního kozího sýra, domácího chleba, rajčat a chov holubů.

## Infrastruktura
V Luxoru se nachází mezinárodní letiště, jež v roce 2011 obsloužilo 913 866 cestujících. V roce 1998 byl několik kilometrů jižně od Luxoru otevřen nový most, který spojuje východní a západní břeh Nilu. Přesto ve městě stále fungují tradiční přívozy. Cizinec v roce 2008 zaplatil za jednu cestu 1 libru a místní obyvatel pouze čtvrtinu ceny, 25 piastrů. Na západním břehu lze využít při pohybu mezi památkami taxislužbu nebo místní auta, avšak turisté této možnosti příliš nevyužívají. V samotném Luxoru na východním břehu operuje několik autobusových linek, které jsou používány hlavně místními obyvateli. Turisté při své obhlídce města často využívají kočáry tažené koňmi. Rovněž se zde hojně využívají služby místní taxislužby. V posledních letech se zde budují i nové silnice, aby se město vyrovnalo s růstem dopravy. Čtyři sta metrů od Luxorského chrámu se nachází železniční stanice, odkud míří několikrát denně vlaky na sever do Káhiry a na jih do Asuánu.

## Přehled památek v současném Luxoru

### Východní břeh
- Luxorský chrám
- Chrám v Karnaku
- Luxorské muzeum
- Muzeum mumifikace

### Západní břeh
- Údolí králů
- Údolí královen
- Chrám v Madinat Hábú
- Ramesseum
- Chrám Sethiho I.
- Dér el-Bahrí
- Dér el-Medína
- Memnonovy kolosy

## Partnerská města
- Kazanlak, Bulharsko
- Baltimore, Spojené státy americké
- Parintins, Brazílie

## Galerie

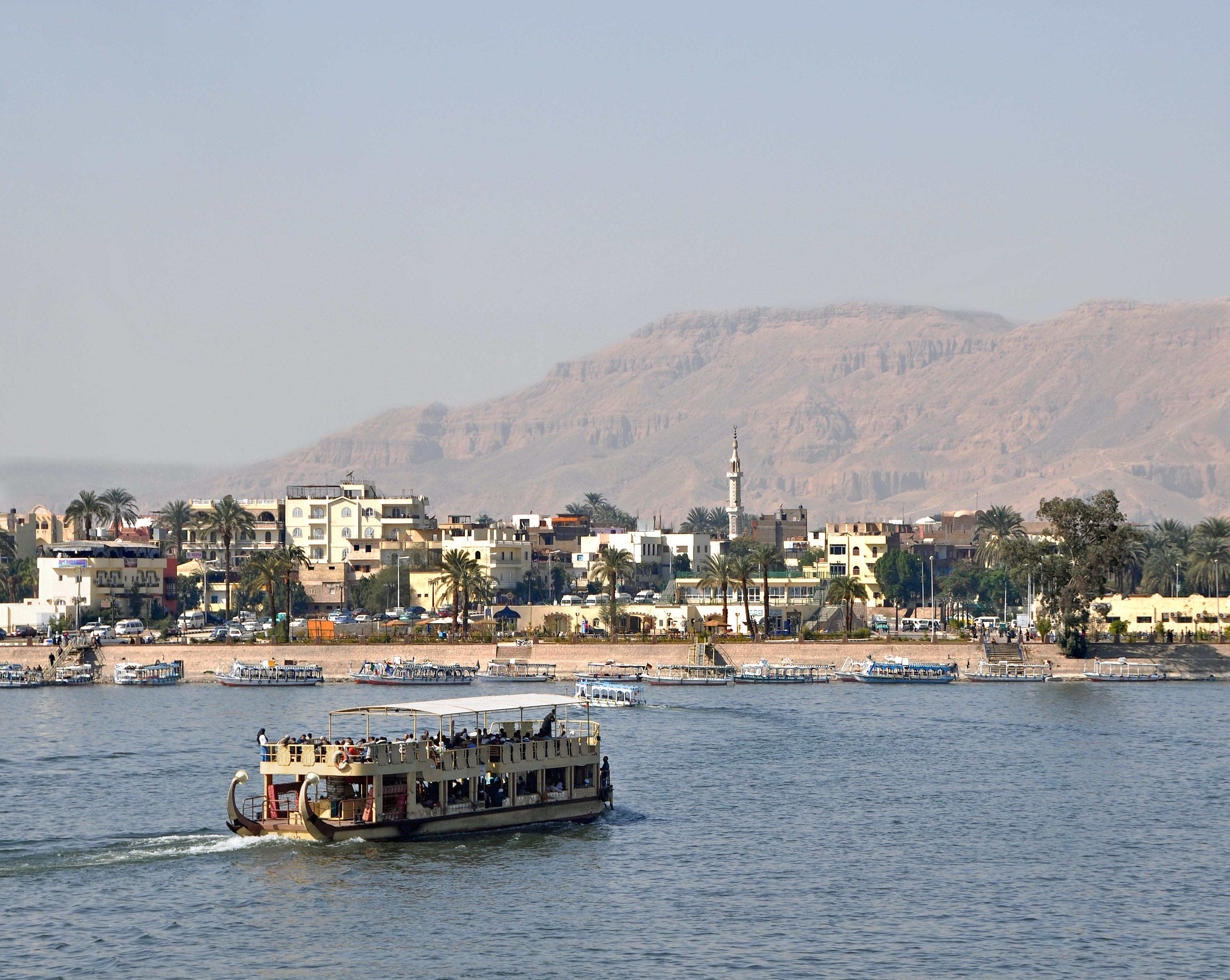
Západní břeh a přívoz na Nilu
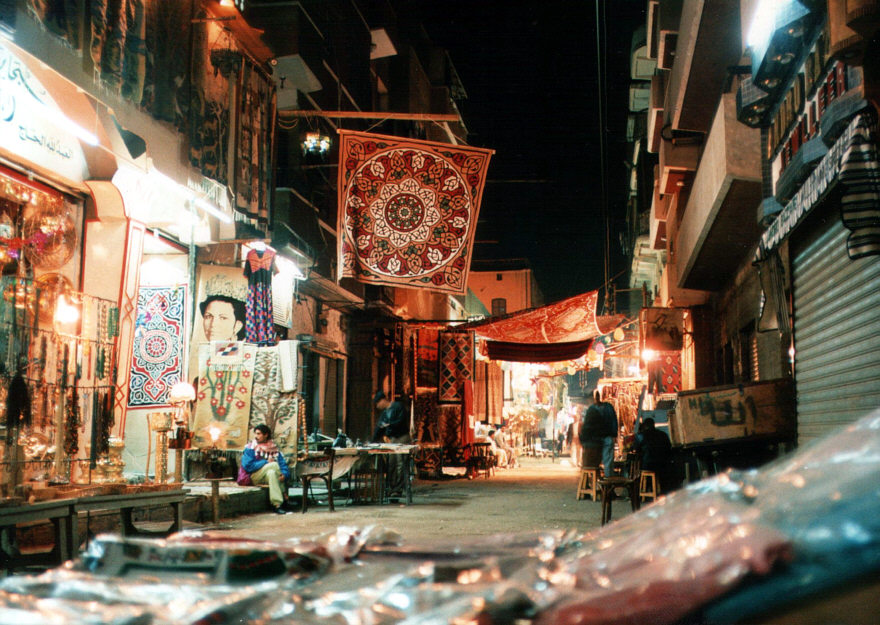
Luxorský bazar
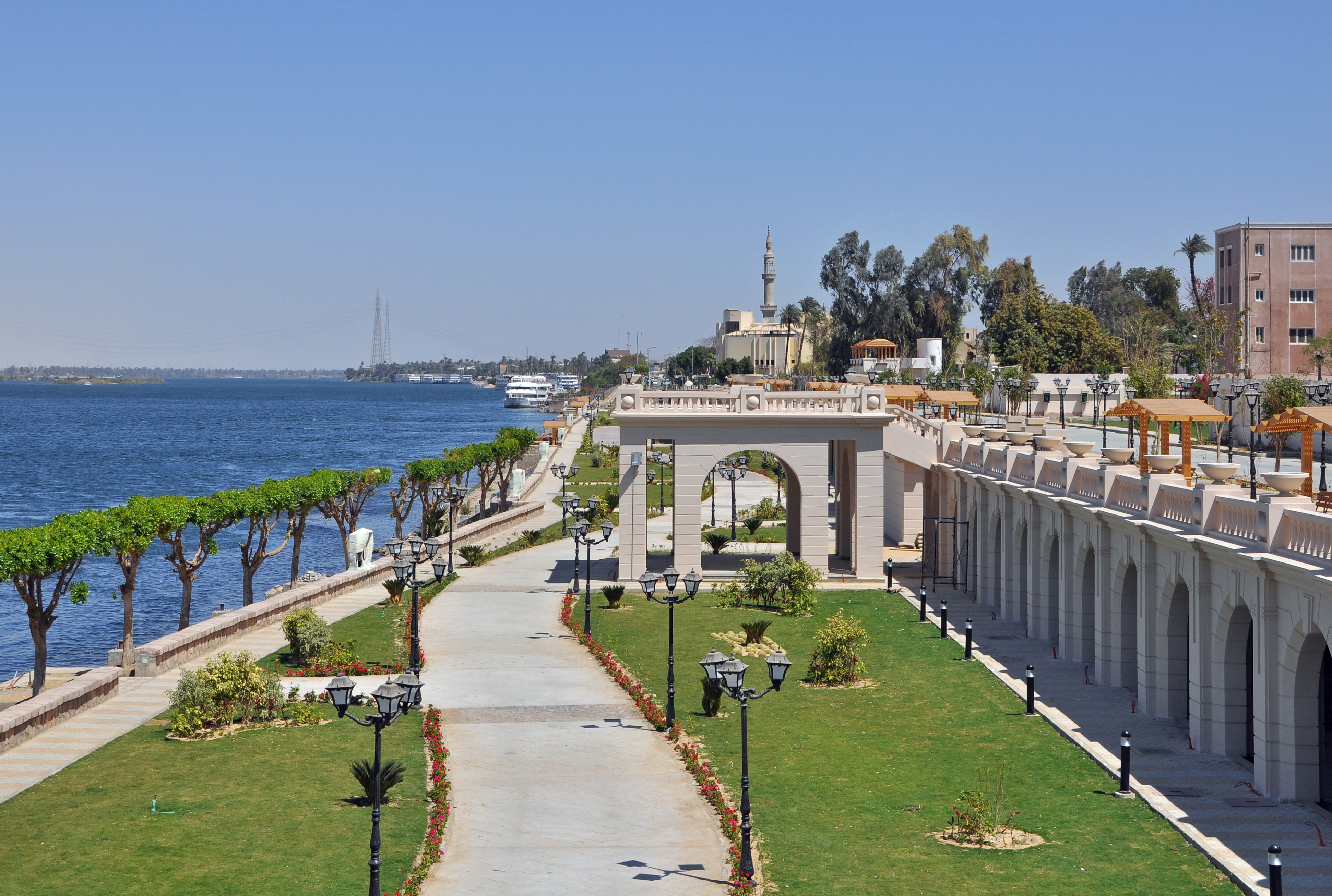
Promenáda podél Nilu
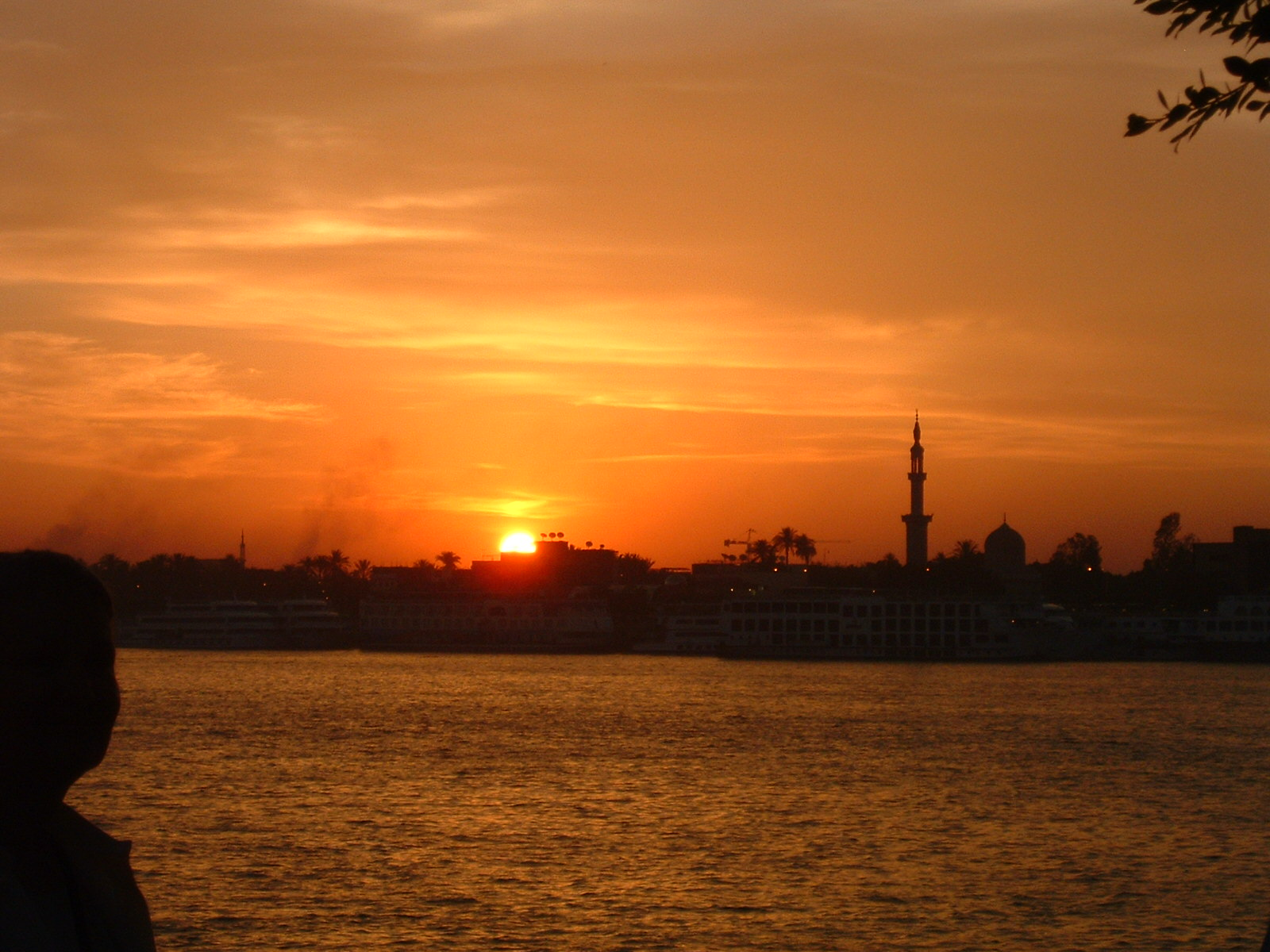
Luxor při východu slunce
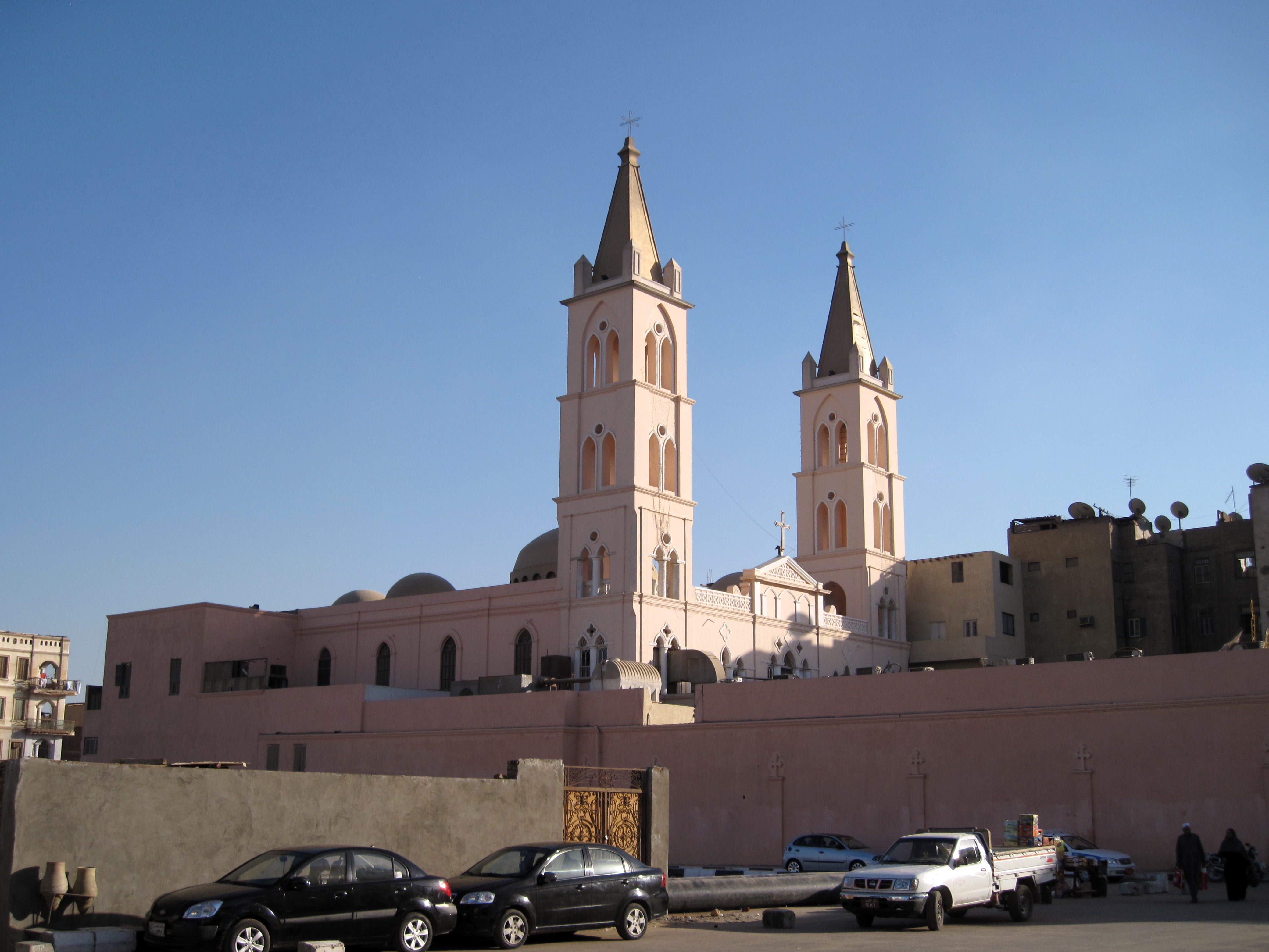
Kostel v Luxoru
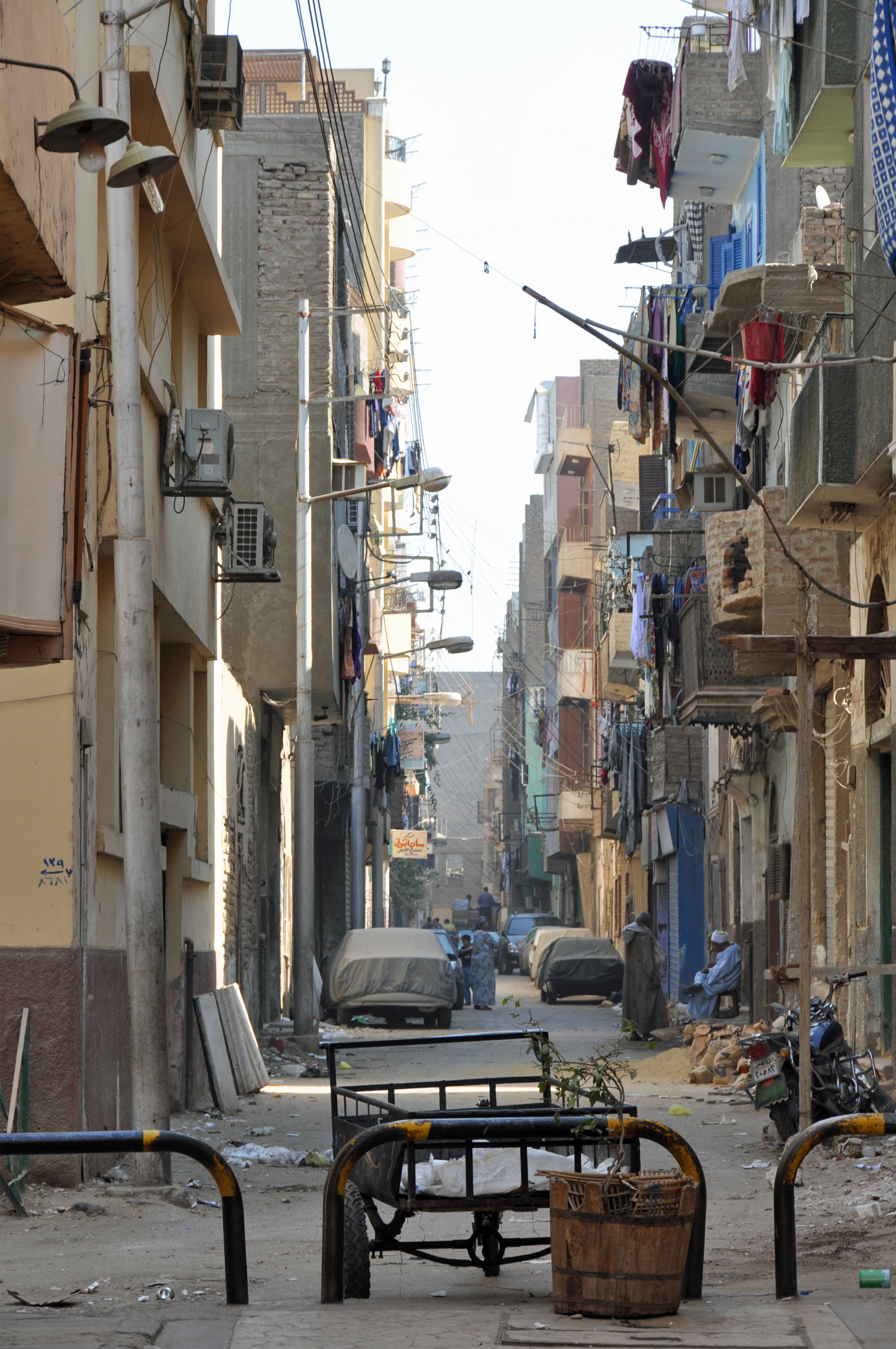
Ulice ve staré části Luxoru
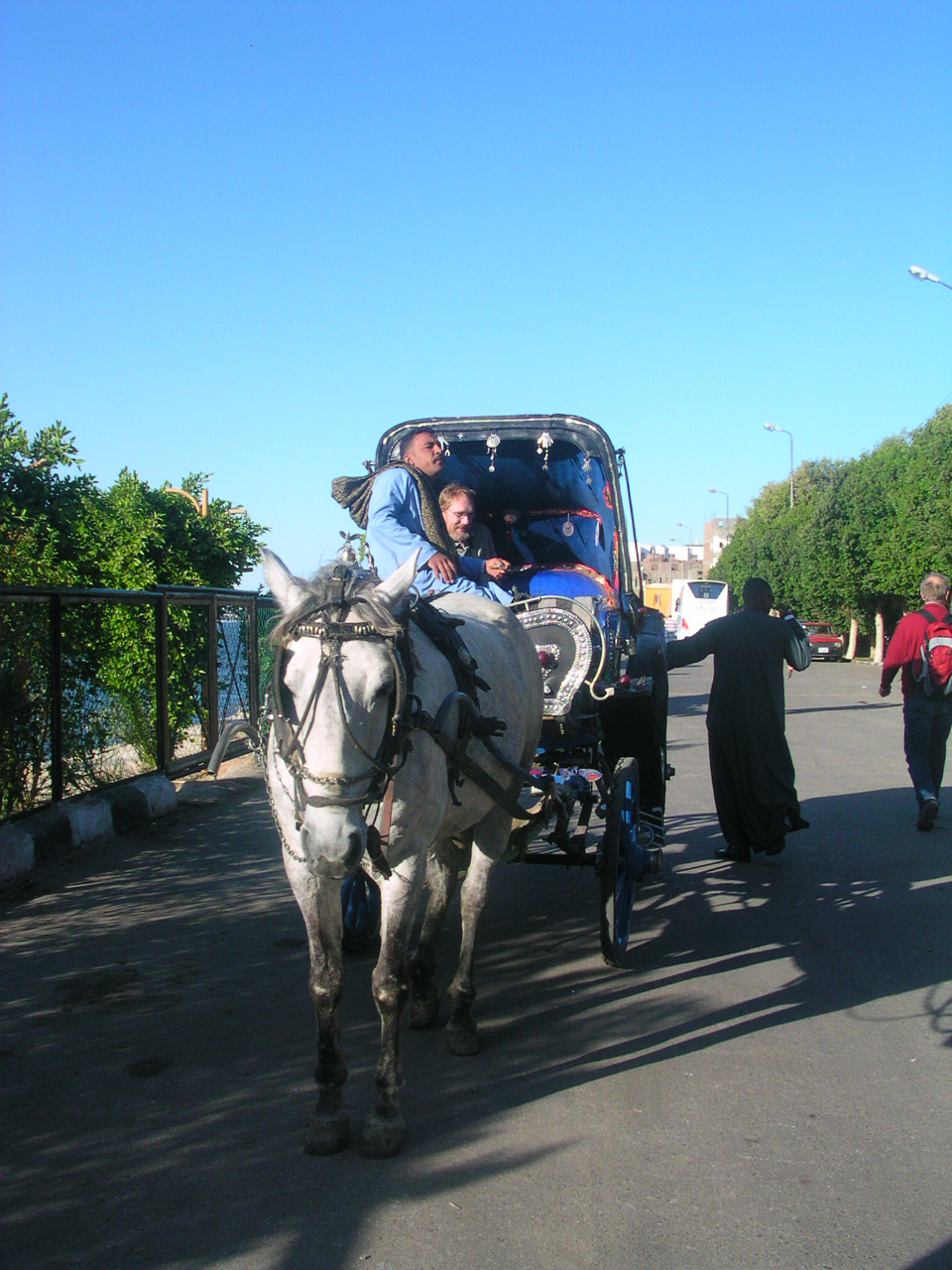
Doprava v Luxoru
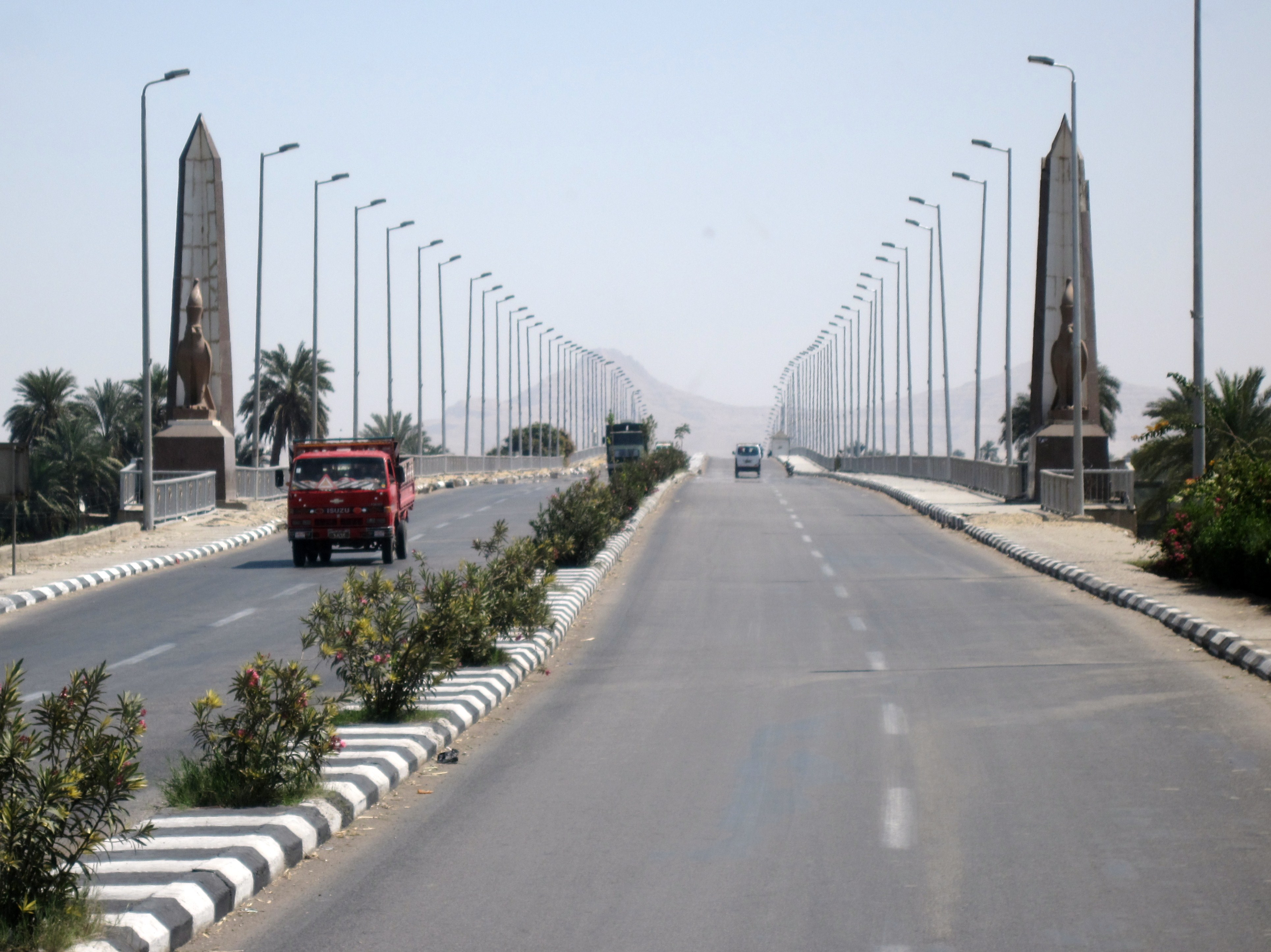
Most spojující východní břeh se západním